# Tomer Aharonovich
Tomer Aharonovich (* 11. Februar 1999 in Rischon LeZion) ist ein israelischer Eishockeyspieler, der seit 2018 erneut für die Rishon Devils in der israelischen Eishockeyliga. Sein älterer Bruder Roey ist ebenfalls israelischer Nationalspieler.

## Karriere
Roey Aharonovich begann seine Karriere bei den Rishon Devils aus seiner Geburtsstadt, wo er zunächst in der zweiten Mannschaft eingesetzt wurde. Seit 2016 spielt er mit der ersten Mannschaft des Klubs in der israelischen Eishockeyliga. Mit dem Team aus dem Gusch Dan wurde er 2017 israelischer Landesmeister. 2017 wechselte er für ein Jahr in die Vereinigten Staaten, wo er in der Nachwuchsliga EHLP spielte. Anschließend kehrte zu den Rishon Devils zurück.

### International
Im Juniorenbereich spielte Aharonovich für Israel bei den U18-Weltmeisterschaften 2015, 2016 und 2017 sowie den U20-Weltmeisterschaften 2017 und 2018, wo er gemeinsam mit dem Bulgaren Miroslaw Wassilew drittbester Torvorbereiter hinter dem Chinesen Wang Jung und dem Australier Aiden Sillato war, jeweils in der Division III.
Er debütierte bei der Weltmeisterschaft der Division II 2017 in der Herren-Nationalmannschaft der Israelis und spielte dort auch 2018 und 2019. Zudem vertrat er seine Farben bei der Olympiaqualifikation für die Winterspiele in Peking 2022.

## Erfolge und Auszeichnungen
- 2017 Israelischer Meister mit den Devils Rischon LeZion
- 2018 Aufstieg in die Division II, Gruppe B, bei der U20-Weltmeisterschaft der Division III
- 2019 Aufstieg in die Division II, Gruppe A bei der Weltmeisterschaft der Division II, Gruppe B